# Polycirrus pallidus
Polycirrus pallidus är en ringmaskart som först beskrevs av Jean Louis René Antoine Édouard Claparède 1864.  Polycirrus pallidus ingår i släktet Polycirrus och familjen Terebellidae. Inga underarter finns listade i Catalogue of Life.